# Persone di nome Hervé
| Questa pagina contiene informazioni ricavate automaticamente dalle voci biografiche con l'ausilio del template Bio e di un bot. L'aggiornamento è periodico e automatico e ricostruisce completamente la pagina. Se manca una persona in questa lista, sei pregato di non aggiungerla, ma accertati piuttosto che la sua voce biografica contenga il template Bio e che i dati anagrafici siano correttamente compilati. Se il template Bio manca, inseriscilo tu stesso o, in alternativa, metti l'avviso {{tmp\|Bio}} che ne segnala la mancanza. Se i dati riportati sono sbagliati, correggi direttamente la voce biografica; le modifiche saranno visibili in questa lista entro pochi giorni. Per chiarimenti vedi il progetto antroponimi. La lista contiene solo le 60 persone che sono citate nell'enciclopedia e per le quali è stato implementato correttamente il template Bio. Pagina aggiornata al 23 mar 2025. |

Questa è una lista di persone presenti nell'enciclopedia che hanno il nome Hervé, suddivise per attività principale.

## Allenatori di calcio(1)
- Hervé Renard, allenatore di calcio e ex calciatore francese (Aix-les-Bains, n. 1968)

## Alpinisti(1)
- Hervé Barmasse, alpinista italiano (Aosta, n. 1977)

## Arcivescovi cattolici(1)
- Hervé Giraud, arcivescovo cattolico francese (Tournon-sur-Rhône, n. 1957)

## Artisti(2)
- Hervé Tullet, artista, scrittore e illustratore francese (Avranches, n. 1958)
- Hervé Yamguen, artista camerunese (Douala, n. 1971)

## Astisti(1)
- Hervé d'Encausse, ex astista francese (Hanoi, n. 1943)

## Astronomi(1)
- Hervé Faye, astronomo francese (Saint-Benoît-du-Sault, n. 1814 - Parigi, † 1902)

## Attori(3)
- Hervé Ducroux, attore e regista teatrale francese (Parigi, n. 1957)
- Hervé Pierre, attore e regista francese (Les Fins, n. 1955)
- Hervé Villechaize, attore francese (Parigi, n. 1943 - North Hollywood, † 1993)

## Bassisti(1)
- Ferdinand Richard, bassista e compositore francese (Meknes, n. 1959)

## Biatleti(1)
- Hervé Flandin, ex biatleta francese (Modane, n. 1965)

## Calciatori(14)
- Hervé Alicarte, ex calciatore francese (Perpignano, n. 1974)
- Hervé Arsène, ex calciatore malgascio (Nosy Be, n. 1963)
- Hervé Bazile, calciatore francese (Créteil, n. 1990)
- Hervé Bugnet, ex calciatore francese (Sainte-Foy-la-Grande, n. 1981)
- Hervé Kage, calciatore congolese (Repubblica Democratica del Congo) (Kinshasa, n. 1989)
- Hervé Koffi, calciatore burkinabé (Bobo-Dioulasso, n. 1996)
- Hervé Lomboto, calciatore della Repubblica Democratica del Congo (n. 1989)
- Hervé Lybohy, ex calciatore ivoriano (Bouaké, n. 1983)
- Hervé Marc, calciatore francese (Douai, n. 1903 - † 1946)
- Hervé Matthys, calciatore belga (Bruges, n. 1996)
- Hervé Ndonga, calciatore della Repubblica Democratica del Congo (Kinshasa, n. 1992)
- Hervé Revelli, ex calciatore e allenatore di calcio francese (Verdun, n. 1946)
- Hervé Tchami, ex calciatore camerunese (Fopounga, n. 1988)
- Hervé Tum, ex calciatore camerunese (Yaoundé, n. 1979)

## Cantanti(1)
- Hervé Vilard, cantante francese (Parigi, n. 1946)

## Cantautori(1)
- Hervé Cristiani, cantautore e chitarrista francese (Neuilly-sur-Seine, n. 1947 - Parigi, † 2014)

## Cestisti(5)
- Hervé Coudray, ex cestista e allenatore di pallacanestro francese (Fougères, n. 1965)
- Hervé Dubuisson, ex cestista e allenatore di pallacanestro francese (Douai, n. 1957)
- Hervé Kabasele, cestista della Repubblica Democratica del Congo (Mbuji-Mayi, n. 1996)
- Hervé Lamizana, ex cestista ivoriano (Abidjan, n. 1981)
- Hervé Touré, ex cestista francese (Lione, n. 1982)

## Chimici(1)
- Hervé This, chimico francese (Suresnes, n. 1955)

## Ciclisti su strada(2)
- Hervé Boussard, ciclista su strada francese (Pithiviers, n. 1966 - Lésigny, † 2013)
- Hervé Duclos-Lassalle, ex ciclista su strada francese (Pau, n. 1979)

## Doppiatori(1)
- Hervé Grull, doppiatore francese (Méru, n. 1984)

## Fondisti(1)
- Hervé Balland, ex fondista francese (Champagnole, n. 1964)

## Fumettisti(2)
- Achdé, fumettista francese (Lione, n. 1961)
- Baru, fumettista francese (Thil, n. 1947)

## Ingegneri(1)
- Hervé Falciani, ingegnere italiano (Monte Carlo, n. 1972)

## Mezzofondisti(1)
- Hervé Phélippeau, ex mezzofondista francese (Lorient, n. 1962)

## Montatori(1)
- Hervé de Luze, montatore francese (n. 1949)

## Piloti automobilistici(1)
- Hervé Poulain, ex pilota automobilistico, imprenditore e mecenate francese (Avranches, n. 1940)

## Piloti motociclistici(1)
- Hervé Guilleux, pilota motociclistico francese (Le Mans, n. 1956)

## Politici(2)
- Hervé Morin, politico francese (Pont-Audemer, n. 1961)
- Hervé de Charette, politico francese (Parigi, n. 1938)

## Registi(1)
- Hervé Bromberger, regista e sceneggiatore francese (Marsiglia, n. 1918 - Villejuif, † 1993)

## Schermidori(2)
- Hervé Faget, ex schermidore francese (n. 1965)
- Hervé Granger-Veyron, ex schermidore francese (Talence, n. 1958)

## Sciatori alpini(2)
- Hervé Anselme, ex sciatore alpino francese (n. 1963)
- Hervé Baud, ex sciatore alpino francese (n. 1967)

## Scrittori(5)
- Hervé Bazin, scrittore francese (Angers, n. 1911 - Angers, † 1996)
- Hervé Guibert, scrittore, fotografo e sceneggiatore francese (Saint-Cloud, n. 1955 - Clamart, † 1991)
- Hervé Le Boterf, scrittore e giornalista francese (Nantes, n. 1921 - Les Pavillons-sous-Bois, † 2000)
- Hervé Le Corre, scrittore francese (Bordeaux, n. 1955)
- Hervé Le Tellier, scrittore, poeta e linguista francese (Parigi, n. 1957)

## Storici(2)
- Hervé Cultru, storico e insegnante francese (n. 1961)
- Hervé Hasquin, storico, saggista e politico belga (Charleroi, n. 1942)

## Senza attività specificata(1)
- Hervé Moreau, ex ballerino e coreografo francese (Saint-Mandé, n. 1977)